# سوسن آتش
سوسن آتش (نام علمی: GLORIOSA SUPERBA Linn) نام یکی از گونه‌های سردهٔ سوسن‌های آتش است. این گیاه چند ساله در سرزمین‌های استوایی آفریقا و آسیا انتشار دارد. در هند ریشهٔ این گیاه برای مارزدگی استفاده می‌شود. طول آن ۳–۱ متر است. برگ آن هم به شکل دراز و هم به صورت تخم‌مرغی است و نوک آن پیچ خورده‌است. فصل گل‌دهی آن تابستان است. هر گل شش گلبرگ دارد و درازای هر گل به ۸–۵ سانتیمتر می‌رسد. نخست رنگ گل آن سبز سپس زرد رنگ و در آخر به رنگ قرمز تند در می‌آید.
سوسن آتش گل ملی کشور زیمبابوه است.